# Premios Alfonso X
Los Premios Alfonso X (por el Rey Alfonso X de Castilla) son un galardón creado en el año 2016 entregado a juegos de mesa de edición argentina con el propósito de fomentar la actividad lúdica en Argentina, promover la excelencia en el diseño de juegos y dar a conocer la producción de los mismos al público masivo.

## Criterios de la premiación
Concedido por la Comisión Organizadora Premios Alfonso X (COPAD) y tiene en cuenta los votos de un jurado designado cada año con representantes de distintas áreas de la industria de juegos de mesa, desde críticos hasta diseñadores o docentes de carreras afines y los votos de los miembros de Clubes de Juegos de Mesade todo el territorio argentino.
La modalidad de prueba de los juegos que compiten consiste en reuniones abiertas al público organizadas por los distintos clubes donde se prueban los juegos y se los puntúa según diferentes criterios. De esta manera, se cumple con una de las principales funciones de la premiación que es dar a conocer los juegos de mesa argentinos al público masivo. De cada Club de Juegos se toma el promedio de las puntuaciones. Eso equivale a un voto para cada juego en cada categoría. Luego los miembros del jurado tienen un voto cada uno, por lo que en el recuento final la opinión de un jurado vale lo mismo que cualquier Club de Juegos que haya participado.
Para que un juego pueda participar de los Premios Alfonso X debe cumplir con algunas características:
1. Reconocer al diseñador del mismo, sea en las reglas o en la caja.
2. El diseñador / los diseñadores deben ser mayores de edad, de nacionalidad argentina o extranjeros con no menos de 2 años de residencia en el país.
3. El juego debe estar disponible para la venta.
4. No podrán participar juegos que ya hayan participado en ediciones anteriores de los Premios. Se tendrá en cuenta las nuevas ediciones, siempre y cuando estas presenten cambios sustanciales con respecto a las anteriores.
5. No podrán participar juegos de rol y de cartas coleccionables.

## Premios 2016 - I Edición
Tuvo la particularidad de no aceptar solamente los Premios del año 2016, sino todos los juegos de mesa modernos que cumplieran con las características necesarias para participar publicados hasta la fecha de cierre de inscripción.
Los mismos podían ser inscriptos hasta el 15 de febrero de 2016 para dar tiempo suficiente a los distintos clubes y organizaciones participantes a probarlos para emitir su voto.
Los juegos de mesa participantes fueron 22:
| Nombre del Juego                | Autor / Diseñador                |
| ------------------------------- | -------------------------------- |
| Argentilandia                   | Marcelo Martínez                 |
| Carta Fútbol Club               | Rafael Defelice                  |
| Combate de San Lorenzo          | Julián Bracco                    |
| Días de Radio                   | Alejandro Maio Sasso             |
| El Switcher                     | Maldón                           |
| Hábitat Espacial                | Juan Carballal                   |
| Hexa Gol                        | Matías Esandi y Amelia Pereyra   |
| Imperios Milenarios             | Juan Carballal                   |
| Intendentes                     | Ariel Menucci y Sebastián Real   |
| Invocation Frontiers            | Emmanuel Rubio                   |
| Jardines de Babilonia           | Gustavo Bazerque                 |
| Kinmo                           | Bruss Brussco                    |
| Las Pirámides del Faraón        | Luis Marcantoni                  |
| LED                             | Luis Marcantoni                  |
| Los Caminos de Alicia           | Matías Esandi y Amelia Pereyra   |
| Los Viajes del Capitán Foucault | Alejandro Maio Sasso             |
| Magus: Fortuna et Nostis        | Martín Oddino                    |
| Nuevo Mundo                     | Luis Marcantoni                  |
| Oíd Mortales                    | Emmanuel Rubio                   |
| Oni                             | Sebastián Koziner                |
| Pegó el Zonda                   | Miguel Ángel Álvarez y Munir Ots |
| Terraofensiva                   | Fernando y Mikel Bosso           |

Los tres finalistas fueron:
| Nombre del Juego      | Autor / Diseñador | Editorial      | Cantidad de Jugadores |
| Imperios Milenarios   | Juan Carballal    | El Dragón Azul | 4 a 7                 |
| Jardines de Babilonia | Gustavo Bazerque  | Bakenko Studio | 2 a 4                 |
| Kinmo                 | Bruss Brussco     | Pasacronos     | 2 a 10                |

La premiación tuvo lugar el 30 de abril de 2016 en el evento de entrada libre y gratuita “Geek Out! Fest 2.0” realizado en el Centro Cultural General San Martín de la Ciudad Autónoma de Buenos Aires.
El ganador fue Kinmo, de Bruss Brussco, editado por Pasacronos.. En ese mismo evento el juego Nuevo Mundo: Conquista y Descubrimiento de Luis Fernando Marcantoni, editado por Ruibal SRL, resultó ganador de la distinción a "Mejor Producción y Diseño 2015".

## Premios 2017 - II Edición
En la edición 2017 se presentaron 8 juegos en la categoría “Mayor 50 Unidades”:
| Nombre del Juego     | Autor / Diseñador                         |
| Chernobyl            | Gonzalo Emanuel Aguetti                   |
| Ciudadano Ilustre    | Vera Mignaqui y Eugenia Pérez             |
| Código Enigma        | Silvina Fontenla y Joel Pellegrino Hotham |
| Conejos en el Huerto | Luis Fernando Marcantoni                  |
| Cultivos Mutantes    | Sebastián Koziner                         |
| Dinosaurus           | Matías Esandi y Amelia Pereyra            |
| La Macarena          | Maldón                                    |
| Venecitas            | Joel Pellegrino Hotham                    |
| ZUC!                 | Agustín Carpaneto                         |

Y 4 juegos se presentaron en la categoría “Menor 50 Unidades”:
| Nombre del Juego | Autor / Diseñador            |
| Arte de Batalla  | Nahuel Carrón y Julián Tunni |
| Kallat           | Rodrigo Salvay               |
| El Cerrojo       | Fernando Miguel Bosso        |
| Star Warships    | Jalil Gabriel Isaac          |

La premiación tuvo lugar el 6 de mayo de 2017 en el marco del evento “Geek Out! Fest 3.0” que se realizó nuevamente en el Centro Cultural General San Martín de la Ciudad de Buenos Aires.
El juego Conejos en el Huerto de Luis Fernando Marcantoni editado por Ruibal SRL, resultó ganador del premio "Alfonso X al mejor juego de autor argentino 2016", dicho juego también se alzó con la mención a "Mejor Producción y Diseño 2016", en la categoría "Mayor 50 unidades".
Por otro lado, ya en la categoría "Menor 50 Unidades", resultó ganador el juego Star Warships de Jalil Gabriel Isaac.

## Premios 2018 - III Edición
En la edición 2017 se presentaron 9 juegos en la única categoría que el premio tuvo este año.
| Nombre del Juego   | Autor / Diseñador |
| Bienaventurados    | Franco Toffoli    |
| Contame            | Gloria Caro       |
| Corona de Hierro   | Franco Toffoli    |
| El Delirio         | Daniel Martín     |
| Epidemia           | Jonathan Agustini |
| Fútbol Mesa        | Pablo D’Andrea    |
| Geek Out! Masters  | Matías Saravia    |
| Magos & Tabernas   | Adrián Novell     |
| Magus: Aura Mortis | Martín Oddino     |

Los tres finalistas fueron:
| Nombre del Juego   | Autor / Diseñador | Editorial      | Cantidad de Jugadores |
| Corona de Hierro   | Franco Toffoli    | El Dragón Azul | 3 a 5                 |
| Geek Out! Masters  | Matías Saravia    | El Dragón Azul | 1 a 4                 |
| Magus: Aura Mortis | Martín Oddino     | RunDOS Studio  | 2 a 5                 |

Los Clubes de Juegos que participaron de la votación fueron: Boardgames Comahue (Neuquén), Cofradía Lúdica (Santa Fe), Juegos de Mesa MDP (Mar del Plata), Doctable (Córdoba), Club de Juegos Rosario (Rosario), El Bastión (Tandil), Club de Juegos Villa María (Villa María), Fandom San Luis (San Luis), Geek Out! (CABA), Lúdico y Geek (San Luis), Homo Ludens (Bahía Blanca), Ludoteca del Oeste (Buenos Aires), Jugar te Ayuda (Baradero), Sobremesa (Mendoza), La Orden de los Siete Dados (Saladillo), Yikuy (Salta).
La premiación tuvo lugar el 28 de abril de 2018 en el marco del evento “Geek Out! Fest 4.0” que se realizó nuevamente en el Centro Cultural General San Martín de la Ciudad de Buenos Aires.
El juego Corona de Hierro del rosarino Franco Toffoli editado por El Dragón Azul, resultó ganador del premio "Alfonso X al mejor juego de autor argentino 2017", dicho juego también se alzó con la mención a "Mejor Producción y Diseño 2017".

## Premios 2019 - IV Edición
En la edición 2018 se presentaron 9 juegos en la única categoría que el premio tuvo este año.
| Nombre del Juego | Autor / Diseñador          |
| Ancestral        | Munir Ots                  |
| Ballotage        | Diego Barderi              |
| Bariesus         | Marcos Mignola             |
| El Camarero      | Colectivo Maldón           |
| Fast Food        | Joel Pelegrino Hotham      |
| Las Divas        | Mariano Gouguet            |
| Lunes            | Julián Tunni, Aibel Nassif |
| Nació Popular    | Leandro Bortolussi         |
| Nom Noms         | Joaquín Reymundo           |

Los tres finalistas fueron:
| Nombre del Juego | Autor / Diseñador          | Editorial           | Cantidad de Jugadores |
| El Camarero      | Colectivo Maldón           | Maldón              | 2 a 10                |
| Fast Food        | Joel Pelegrino Hotham      | juegosdemesa.com.ar | 2 a 5                 |
| Lunes            | Julián Tunni, Aibel Nassif | Super Noob Games    | 1                     |

Los Clubes de Juegos que participaron de la votación fueron: Homo Ludens (Bahía Blanca), Jugar Te Ayuda (Baradero), Geek Out (CABA), La Vieja Confiable (CABA), Mi Turno (Capitán Bermúdez), Doctable CBA (Córdoba), Club de Juegos de Mesa Villa María (Córdoba), Noche de juegos de Mesa (La Plata), Juegos de Mesa MDP (Mar Del Plata), La Mano del Muerto (Mendoza), Sobremesa (Mendoza), Boardgames Comahue (Neuquén), Ludoteca del Oeste (Saenz Peña), Club de Juegos Rosario (Rosario), Rosario Wargames Boardgame Rol y MAS!!! (Rosario), La Orden de los 7 Dados (Saladillo), YIKUY (Salta), Fandom San Luis (San Luis), Lúdico y Geek (San Luis), El Bastión (Tandil).
La premiación tuvo lugar el 23 de junio de 2019 en el marco del evento “Geek Out! Fest 5.0”  que se realizó por primera vez en el Colegio San José durante los días 22 y 23 de junio.
El juego El Camarero de la Editorial Maldón, resultó ganador del premio "Alfonso X al mejor juego de autor argentino 2018", dicho juego también se alzó con la mención a "Mejor Producción y Diseño 2018".

## Premios 2022 - V Edición
Por el contexto de Pandemia mundial el premio se suspendió por dos años y en marzo de 2022 la COPAD decidió dividir en dos premiaciones distintas los tres años de galardón que no se habían entregado. En la primera mitad de 2022 se jugaron en los clubes los juegos editados en 2019 y 2020.

### Categoría 2019/2020
| Nombre del Juego                | Autor / Diseñador                   | Editorial           | Cantidad de Jugadores |
| Gelato                          | Joel Pellegrino Hotham              | Juegosdemesa.com.ar | 2 a 4                 |
| La Maldición: Héroes de Lorthar | Ricardo Iassogna, Cristian Squitier | Lorthar             | 2 a 8                 |
| Hormigas: Cavando entre Túneles | Sofía Novaira                       | Descartes           | 1 a 4                 |
| Los Teros: Vuelo Rasante        | Sofía Novaira                       | Descartes           | 2                     |
| Las Abejas: Color Miel          | Sofía Novaira                       | Descartes           | 2 a 4                 |
| Río Profundo: Pesca Vertiginosa | Sofía Novaira                       | Descartes           | 1 a 6                 |
| Hormigas: Cavando entre Túneles | Sofía Novaira                       | Descartes           | 1 a 4                 |
| Balance Elemental               | Julián Vecchione                    | Pulga Escapista     | 2 a 6                 |
| Republia                        | Fernando González                   | Autoeditado         | 3 a 8                 |
| Patago¡Ñam!                     | Emiliano Gunckel                    | Ludogonia           | 2 a 6                 |
| Candy Shop                      | Silvina Fontenla                    | Juegosdemesa.com.ar | 2 a 4                 |
| Letra + Letra                   | Darío Ariel Levin                   | Juegos Nivel        | 2 a 5                 |
| Guau!                           | Darío Ariel Levin                   | Juegos Nivel        | 2 a 4                 |
| Destreza Mental                 | Guillermo Braña                     | Ciencia para todos  | 2 a 6                 |
| Atenea                          | Maldón                              | Maldón              | 2 a 4                 |
| Empatizate                      | María Sol Biondi, Rosa María Curcho | Mercurio            | 2 a 10                |
| Originarios                     | Emiliano Gunckel                    | Ludogonia           | 2 a 6                 |
| Olvir                           | Sebastián Real, Ulises Real         | Cuis                | 2 a 4                 |
| Tu Letra                        | Elías Fortunato                     | El dragón azul      | 3 a 6                 |
| A las chapas                    | Aibel Nassif, Julián Tunni          | El dragón azul      | 2 a 8                 |
| ¿Quién quiere ser presidente?   | Nicolás Martínez Sáez               | Autoedición         | 3 a 6                 |
| Lab rats                        | Lucas Charra                        | RunDOS Studio       | 3 a 5                 |
| Xángano                         | Adrián Cassi                        | Yovosgalo           | 2                     |

Y los finalistas fueron:
| Nombre del Juego              | Autor / Diseñador           | Editorial     | Cantidad de Jugadores |
| Lab rats                      | Lucas Charra                | RunDOS Studio | 3 a 5                 |
| Olvir                         | Sebastián Real, Ulises Real | Cuis          | 2 a 4                 |
| ¿Quién quiere ser presidente? | Nicolás Martínez Sáez       | Autoedición   | 3 a 6                 |

La premiación tuvo lugar el 17 de septiembre de 2022 en el marco del evento “Encuentro Nacional de juegos de mesa” que se realizó en Rosario, Santa Fe.
El juego Olvir de la Editorial Cuis, resultó ganador del premio "Alfonso X al mejor juego de autor argentino 2019/2020".

### Categoría 2021
| Nombre del Juego              | Autor / Diseñador                                                | Editorial                              | Cantidad de Jugadores |
| El gran asado                 | Juan Ray                                                         | Rayco                                  | 2 a 4                 |
| Asusta cucos                  | María Sol Biondi, Rosa María Curcho                              | +mercurio                              | 2 a 8                 |
| Una Que Pensamos Todes        | Eugenio Carla Jerez Ferrante, Santiago Martín Jerez Ferrante     | JF Juego                               | 2 a 10                |
| Casino Felino                 | Julián Vecchione                                                 | Pulga Escapista                        | 1 a 6                 |
| Clic, el Juego de Fotos       | Micaela Koncurat                                                 | Colorido juegos                        | 2 a 4                 |
| Nº Problema                   | Adrián Cassi                                                     | Yovosgalo                              | 1 a 50                |
| Space Rocket                  | Joel Pellegrino Hotham                                           | Juegosdemesa.com.ar                    | 1 a 4                 |
| Monos en la Selva             | Julio Kliczuk                                                    | Fauna lúdica                           | 2 a 5                 |
| Dado batalla                  | Micaela Koncurat                                                 | Colorido juegos                        | 2 a 4                 |
| 1812 (juego de mesa)          | Diego Simonet, Sol Dillon                                        | Neptuno games                          | 2 a 7                 |
| El Gran Descamisado           | Gonzalo Barrera, Manuela Alexandre                               | Colectivo de diseñadores Angirü Juegos | 3 a 6                 |
| Caracoles                     | Sebastián Benítez                                                | Azteca digital                         | 2                     |
| ConSEXuate Diverso            | María Sol Biondi, Rosa María Curcho                              | +mercurio                              | 2 a 10                |
| Meme vs 100cia                | Nicolás Fernández                                                | Neptuno games                          | 2 a 6                 |
| PatagoMar                     | Emiliano Gunckel                                                 | Ludogonia juegos patagónicos           | 2 a 4                 |
| Absedio                       | Adrián Cassi                                                     | Yovosgalo                              | 2                     |
| La Isla Perdida               | Martín Oddino                                                    | RunDos Studio                          | 1 a 4                 |
| Expedición Humedales          | Federico Acien, Germán Cuesta, Nicolás Passarino, Franco Tóffoli | Tëkun                                  | 2 a 5                 |
| Destreza Mental: Reconexiones | Guillermo Braña                                                  | Ciencia para todos                     | 2 a 6                 |
| Roll'n gol                    | Ariel Mora                                                       | GG Juegos de Mesa                      | 1 a 7                 |
| El gran asado                 | Juan Ray                                                         | Rayco                                  | 2 a 4                 |
| Código Ergo Sum               | Adrián Cassi                                                     | Yovosgalo                              | 1 a 50                |
| Derby                         | Benjamín Campos, Adam Swan                                       | Maldón                                 | 2 a 5                 |
| El Valle Secreto              | Martín Oddino                                                    | RunDos Studio                          | 2 a 4                 |
| Gualicho                      | Sebastián Fontes, Ariel Mora                                     | GG Juegos de mesa                      | 3 a 6                 |
| Sandwich Wars                 | Martín Oddino                                                    | RunDos Studio                          | 2 a 5                 |

Y los finalistas fueron:
| Nombre del Juego | Autor / Diseñador          | Editorial     | Cantidad de Jugadores |
| El valle secreto | Martín Oddino              | RunDOS Studio | 2 a 4                 |
| La isla perdida  | Martín Oddino              | Rundos Studio | 1 a 4                 |
| Derby            | Benjamín Campos, Adam Swan | Maldón        | 2 a 5                 |

La premiación tuvo lugar el 13 de noviembre de 2022 en el marco del evento “Gabita Fest” que se realizó en Buenos Aires.
El juego El valle secreto de la editorial RunDos Studio, resultó ganador del premio "Alfonso X al mejor juego de autor argentino 2021". Mientras que Expedición humedades de la editorial Tekün obtuvo una mención especial por su temática.

## Fusión con los Premios Poncho
En el mes de febrero de 2024 la COPAD anunció la fusión entre los Premios Alfonso X y Premios Poncho entregados por el Encuentro Nacional de Juegos de Mesa desde el año 2017. El nombre elegido para la unión de ambos Premios es Premios Lúdicos Argentinos. 

## Estatuilla
Para la edición 2019/2020 el artista plástico Lao Vogelmann diseñó un premio y lo talló en madera.

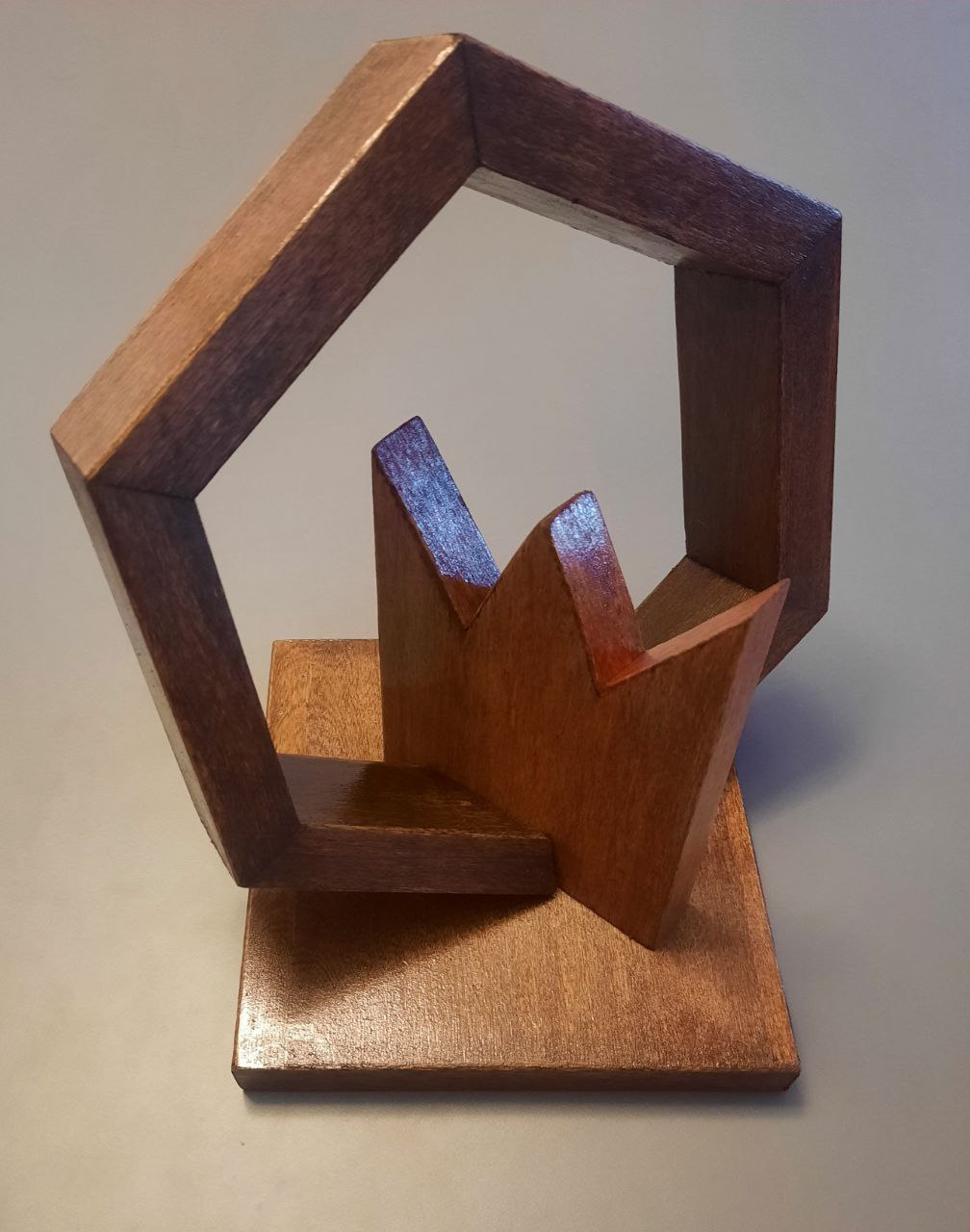
Alfonso X Award.

En la edición del año 2021, el artista plástico Lao Vogelmann diseñó dos estatuillas en madera, una para el premio general y la otra para la mención especial a Expedición humedales. 